# Llanocetus
Llanocetus — рід викопних зубастих вусатих китів пізнього еоцену Антарктиди. Типовий вид, Llanocetus denticrinatus, досягав гігантських розмірів, причому молоді екземпляри досягали приблизно 8 м у довжину; другий, неназваний вид, відомий лише за трьома ізольованими премолярами, досягав приблизної загальної довжини тіла до 12 м. Як і в інших сучасних вусатих китів еоцену, у Llanocetus повністю відсутні вуса. Ймовірно, він всмоктував корм, як сучасні дзьобаті та карликові кити.